# Gallatin (Tennessee)
Gallatin é uma cidade localizada no estado norte-americano de Tennessee, no Condado de Sumner.

## Demografia
Segundo o censo norte-americano de 2000, a sua população era de 23.230 habitantes.
Em 2006, foi estimada uma população de 27.723, um aumento de 4493 (19.3%).

## Geografia
De acordo com o United States Census Bureau tem uma área de
58,2 km², dos quais 56,9 km² cobertos por terra e 1,3 km² cobertos por água. Gallatin localiza-se a aproximadamente 177 m acima do nível do mar.

## Localidades na vizinhança
O diagrama seguinte representa as localidades num raio de 24 km ao redor de Gallatin.